# Muntjac
Els muntjacs o muntiacs (Muntiacus) són el gènere més antic conegut de cérvol, existint des de fa 15–35 milions d'anys, amb restes trobades als dipòsits del Miocè a França i Alemanya.
Les espècies actuals, són natives d'Àsia Sud-oriental i es pot trobar de l'Índia i Sri Lanka al sud de la Xina, Taiwan, Japó (Península de Boso i Oshima Island), i a les illes indonèsies. El muntjac de Reeves (Muntiacus reevesi) s'ha introduït a Anglaterra i ara és comú en algunes zones d'allí. Els que habiten a les regions tropicals no tenen zel i l'aparellament pot tenir lloc en qualsevol època de l'any. Tanmateix, aquest comportament també es manté a les poblacions introduïdes en països temperats. Els mascles tenen banyes curtes, que poden tornar a créixer, tot i tenir aquestes banyes, tendeixen a la lluita pel territori amb els seus ullals (canins apuntant cap avall les dents).
Els muntjacs són de gran interès pels estudis evolutius a causa de les seves interessants variacions del cromosoma i el recent descobriment de diverses noves espècies. El muntjac indi (Muntiacus muntjak) és el mamífer amb el menor nombre registrat de cromosomes. El sexe masculí amb un nombre diploide de 7, la femella de només 6 cromosomes. El muntjac de Reeves (Muntiacus reevesi) en comparació té un nombre diploide de 46 cromosomes

## Taxonomia
- Muntjac groc de Borneo (Muntiacus atherodes)
- Muntjac negre (Muntiacus crinifrons)
- Muntjac de Fea (Muntiacus feae)
- Muntjac de Gongshan (Muntiacus gongshanensis)
- Muntjac de l'Índia (Muntiacus muntjak)
- Muntjac de Putao (Muntiacus putaoensis)
- Muntjac de Reeves (Muntiacus reevesi)
- Munjac de Roosevelt (Muntiacus rooseveltorum)
- Muntiac de Truong Son (Muntiacus truongsonensis)
- Muntjac gegant (Muntiacus vuquangensis)